# Louis Jean Charles de Talleyrand
Louis Jean Charles de Talleyrand (* 30. März 1678; † 24. Februar 1757 auf Schloss Chalais), Prince de Chalais, Comte de Grignols, Marquis d’Excideuil, war ein französischer Adliger und Militär.

## Leben
Louis Jean Charles de Talleyrand war der Sohn von Jean II. de Talleyrand, Prince de Chalais, Marquis d’Excideuil († 1731), und Julie de Pompadour († 1741). Sohn Onkel war Adrien Blaise de Talleyrand, Prince de Chalais, der nach dem Duell La Frette - Chalais (1663) das Land verlassen musste und 1670 in Rom starb. Dessen Ehefrau Marie-Anne de La Trémoille, heiratete 1676 Flavio Orsini, Duca di Bracciano e San Gemini († 1698), nach dessen Tod sie sich Principessa Orsini nannte und Princesse des Ursins genannt wurde.
Louis Jean Charles de Talleyrand trat in die königliche Marine ein, diente hier als Enseigne, dann als Lieutenant de Vaisseau, bevor er Fregattenkapitän wurde. In dieser Zeit, im Jahr 1701, wurde seine Tante, die Princesse des Ursins, Camarera Mayor, Erste Hofdame, der (damals noch designierten) spanischen Königin Maria Luisa von Savoyen, und sie nutzte dieses Amt, um bis zum Jahr 1714, in dem die Königin starb, also während des Spanischen Erbfolgekriegs, die Politik Spaniens maßgeblich zu bestimmen.
1711 rief die Princesse des Ursins ihren Neffen nach Spanien, wo er zum Colonel der Flämischen Garde befördert, gleichzeitig aber von seinem Pflichten hierzu befreit wurde (siehe Exempt (Militär)). 1712 wurde er auf Wunsch des Herzogs von Vendôme zum (französischen) Brigadier befördert.
1714, als er an der Belagerung von Barcelona teilnahm, wurde er von König Philipp V. zurückgerufen und zu Ludwig XIV. geschickt, um seine Ehe mit der Elisabetta Farnese, Prinzessin von Parma, auszuhandeln. Nach seiner Rückkehr wurde er am 1. Oktober 1714 zum Grande von Spanien 1. Klasse ernannt. Ludwig XIV. machte ihm jedoch klar, dass ihm dieser Titel nur unter der Bedingung anerkannt würde, dass er nicht mehr nach Frankreich zurückkehre, bzw. sich entschließe, „weder Rang noch Ehrung“ zu benutzen.
Nachdem die Princesse des Ursins am 23. Dezember 1714 von der neuen Königin gestürzt und auch des Landes verwiesen worden war, begleitete Talleyrand seine Tante nach Paris. Danach konnte er nicht wieder nach Spanien zurückkehren, seine Verlobung mit der jüngeren Tochter des Conde de Priego musste er auflösen.
Im November 1722 erhielt er von Ludwig XV. doch noch die Patentbriefe, die es ihm erlaubten, den Titel des Granden zu führen. 1731, mit dem Tod seines Vaters, erbte er dessen Besitz und Titel, wurde also insbesondere Prince de Chalais, nachdem er bis dahin den Namen „Marquis de Chalais“ benutzt hatte.
1737 wurde er zum Gouverneur und Generalleutnant von Berry als Nachfolger des verstorbenen Marquis d’Arpajon ernannt.
Mit dem Ehevertrag vom 28. Dezember 1743 einigte er sich mit seinem entfernten Vetter Daniel Marie de Talleyrand, Comte de Grignols, darauf, dass dessen Sohn Gabriel Marie seine Tochter aus seiner Ehe mit Marie Françoise de Rochechouart-Mortemart, Marie Françoise Marguerite de Talleyrand-Périgord, die künftige Princesse de Chalais und Marquise d‘Exideuil, heiratet. Diese Ehe, die am 28. Januar 1744 geschlossen wurde, sicherte den Verbleib der Talleyrand-Güter in der Familie und ermöglichte Gabriel-Marie als Mitglied eines jüngeren Zweiges einen hohen Rang bei Hofe einzunehmen.
1751 trat der Prince de Chalais als Gouverneur von Berry zugunsten seines Schwiegersohns zurück, der das Amt am 1. Januar 1752 antrat.
Louis Jean Charles de Talleyrand, Prince de Chalais, Grande von Spanien 1. Klasse, erlitt am 24. Februar 1757 auf Schloss Chalais, wohin er und seine Frau sich einige Jahre zuvor zurückgezogen hatten, einen Schlaganfall und starb am gleichen Tag, ohne das Bewusstsein wiedererlangt zu haben.

## Ehe und Familie
Louis Jean Charles de Talleyrand heiratete am 28. Dezember 1722 Marie Françoise de Rochechouart (* 1. Januar 1686; † 18. Januar 1771 auf Schloss Chalais), Tochter von Louis de Rochechouart, Duc de Mortemart, Pair von Frankreich, französischer General der Galeeren, und Marie Anne Colbert (Tochter von Jean-Baptiste Colbert, Witwe von Michel Chamillart, Marquis de Cany († 1721) (Haus Rochechouart)). Die Familie wohnte im Hôtel de Chalais, Rue Saint-Dominique im Faubourg Saint-Germain. Ihre Kinder waren:
- Philippe Elisabeth (* 24. September 1724; † Mai 1727)
- Marie Françoise Marguerite, genannt Mademoiselle de Chalais (* 10. August 1727; † 22. Mai 1775), Princesse de Chalais, Marquise d’Excideuil, Grande von Spanien 1. Klasse; ⚭ 28. Januar 1744 Gabriel Marie de Talleyrand, Comte de Grignols, Prince de Chalais, Grande von Spanien 1. Klasse († 1797 Paris)